# Turyngowie

Ziemie Turyngów w Państwie frankijskim

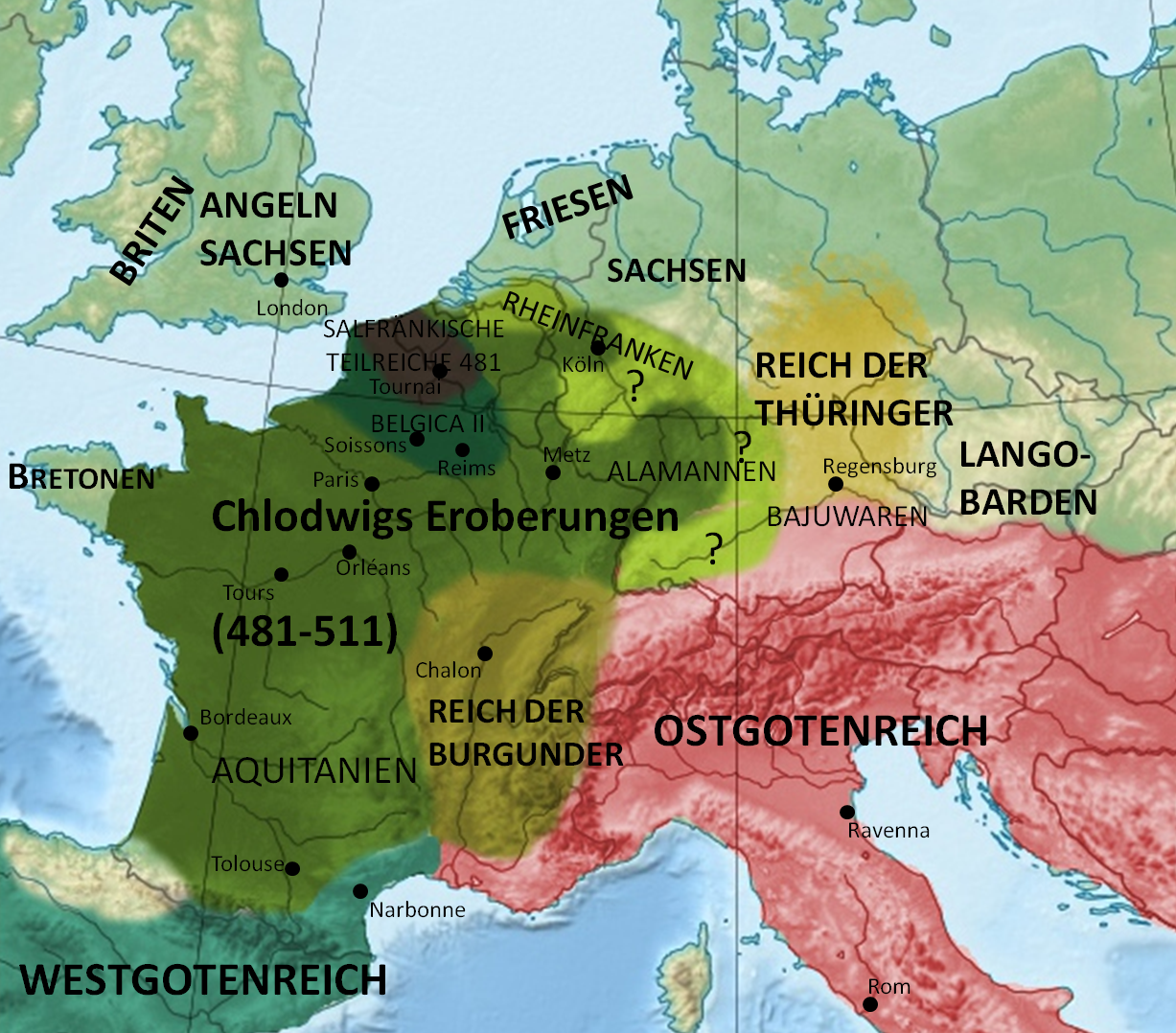
Ziemie Turyngów przed zajęciem przez Państwo frankijskie

Turyngowie (łac. Thuringi) – lud germański, zamieszkujący tereny pomiędzy Łabą, górami Harz i Turyńskim Lasem (obecnie tereny krajów związkowych Turyngii i Saksonii). Stanowił odłam germańskiego ludu Hermundurów, przybyłych na obszary Niemiec środkowych w I wieku.

## Historia
Pod koniec IV wieku Turyngowie stanęli na czele księstwa plemiennego ludów germańskich osiadłych między środkową Łabą i Wezerą, który pod panowaniem króla Bisinusa (połowa V wieku) poszerzył granice wpływów po górny Men i Dunaj (pobił m.in. Cherusków nad środkową Wezerą). Część plemienia dostała się pod panowanie huńskie. Po śmierci Bisinusa (ok. 457) księstwo uległo podziałowi pomiędzy jego trzech synów Badericha, Herminafrieda i Berthachara. W konsekwencji umożliwiło to podbój ziem Turyngów przez Franków pod wodzą Chlotara i Teodeberta wspomaganych przez Sasów i zakończonego bitwą pod Burgscheidungen w 531 r.
W 830 roku na wschód od ziem Turyngów za rzeką Soławą leżały ziemie Słowian, od których oddzielała ich Limes Sorabicus.

## Kultura materialna
Słabo poznane jest archeologicznie osadnictwo Turyngów. Więcej informacji na temat ich kultury dostarczają cmentarzyska. 

### Obrządek pogrzebowy
Na terenach zamieszkiwanych przez Turyngów odkryto cmentarzyska rzędowe, składające się przeciętnie z 40 do 80 grobów. Cechą szczególną, wyróżniającą Turyngów są pochówki koni, towarzyszące ludzkim. Praktykowano również pochówki psów. Odrębną kategorię stanowią groby bogate. Występowały w nich pochówki arystokracji na wozach oraz bogate wyposażenie grobowe.